# Lucht-grondraket
Een lucht-grondraket is een vluchtwapen ontworpen om vanuit de lucht door een vliegtuig te worden gelanceerd naar een doelwit op land of ter zee.

## Aandrijving

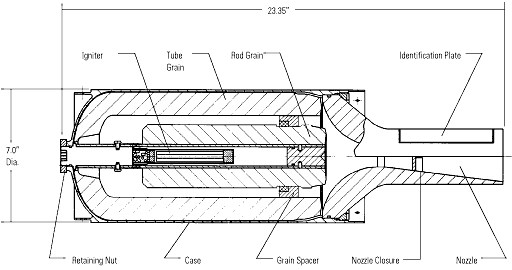
Schema van de motor van de AGM-114 Hellfire.

De meest voorkomende aandrijfvormen voor lucht-grondraketten zijn de raketmotor en de straalmotor. Deze komen gewoonlijk overeen met het bereik van de raket, respectievelijk kort-afstand en lange-afstand. De Sovjet-Unie heeft ook door ramjets aangedreven raketten ontwikkeld wat ze een groot bereik en hoge snelheid gaf.

## Subtypes

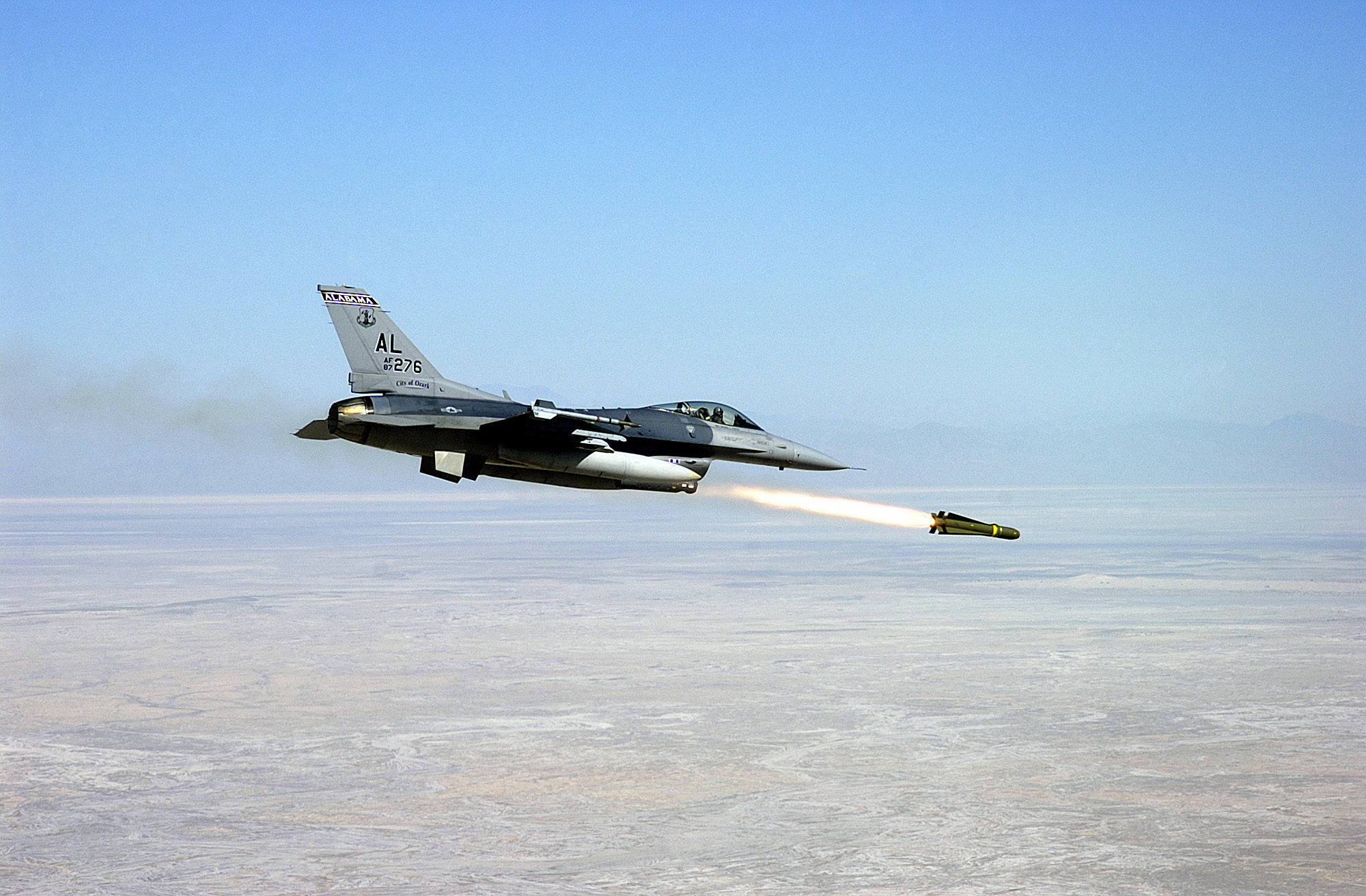
Een F-16 van de Amerikaanse luchtmacht lanceert een AGM-65 Maverick-lucht-grondraket.

- Antiradarraket
- Antischeepsraket
- Antitankraket
- Kruisvluchtwapen

## Voorbeelden

### Verenigde Staten
- AGM-28
- AGM-65 Maverick
- AGM-88 HARM
- AGM-109 Tomahawk
- AGM-114 Hellfire
- AGM-129 ACM

### Duitsland
- PARS-3
- Taurus KEPD 350

### Verenigd Koninkrijk/Frankrijk
- Storm Shadow

### India
- BrahMos

### Israël
- Popeye/AGM-142

### Sovjet-Unie/Rusland
- Ch-22 Boerja
- Ch-25
- Ch-29
- Ch-31
- Ch-35 Oeran
- Ch-38
- Ch-47M2 Kinzjal
- Ch-58
- Ch-59 Ovod
- Ch-69
- Ch-101
- Ch-102